# 深水短吻獅子魚
深水短吻獅子鱼，为輻鰭魚綱鮋形目杜父魚亞目狮子鱼科的其中一種。分布於西南大西洋的阿根廷南部海域，屬深海魚類，棲息在水深339至536公尺的水域，生活習性不明。